# كرم زهدي
كرم محمد زهدي (1952- 10 فبراير 2021) عضو مجلس شورى الجماعة الإسلامية في مصر، سجن منذ اغتيال الرئيس المصري السابق أنور السادات عام 1981، ولم يُفرج عنه حتى 27 سبتمبر 2003، بعد قضائه 22 عاما في السجن. توفي يوم الأربعاء 10 فبراير 2021 داخل مستشفى الإسكندرية الجامعي عن عمر 69 عامًا. وصُليت عليه صلاة الجنازة بمسجد صلاح الدين.

## سيرته
ولد كرم زهدي في المنيا سنة 1952، تولى رئاسة مجلس شورى الجماعة الإسلامية، ترك رئاسيته بعد ثورة 25 يناير، وأصبح من أعضائه فقط. سُجن منذ اغتيال الرئيس المصري السابق أنور السادات عام 1981، وأفرج عنه في 27 سبتمبر 2003 بعد قضائه 22 عامًا في السجن. قاد كرم زهدي عملية مراجعات السجون للتخلي عن العنف وحمل السلاح ورفض الصراع مع الدولة. وأدلى بتصريحات صحفية قدم فيها اعتذارا عن العمليات التي تبنتها الجماعة الإسلامية معربًا عن استعدادها لتقديم الدية لضحاياها. وتوفي يوم الأربعاء 10 فبراير 2021 داخل مستشفى الإسكندرية الجامعي عن عمر 69 عامًا. وصُليت عليه صلاة الجنازة بمسجد صلاح الدين.